# Яап де Гооп Схеффер
Якоб Гейсберт (Яа́п) де Го́оп Схе́ффер (нід. Jakob Gijsbert (Jaap) de Hoop Scheffer МФА: [ˈjaːp dəˈɦoːp ˈsxɛfər] Я́п дю Го́п Схе́фур; нар. 3 квітня 1948, Амстердам) — нідерландський політик, 11-й генеральний секретар НАТО.

## Біографія
Народився в Амстердамі 3 квітня 1948.
У 1974 закінчив Лейденський університет.
У 1974—1976 служив в рядах Королівських ПВС Нідерландів і був демобілізований, ставши офіцером запасу.
З 1976 по 1986 — співробітник дипломатичної служби Міністерства закордонних справ.
У 1976—1978 працював в посольстві Нідерландів в Аккрі (Гана). Потім до 1980 працював в постійному представництві Нідерландів в НАТО в Брюсселі, де займався питаннями оборонного планування.
1980—1986 — особистий секретар міністра закордонних справ Нідерландів.
22 липня 2002 — міністр закордонних справ Нідерландів.
З 1 січня 2004 — 2009 — генеральний секретар НАТО.

## Особисті дані
Одружений, дві дочки.
У вільний час активно заходиться коло бігу, тенісу і сквошу.
Любить: співати, нідерландську, французьку та англійську літературу, а ще французькі фільми.